# Byron Beck
A. Byron Beck (ur. 25 stycznia 1945 w Ellensburgu) – amerykański koszykarz, występujący na pozycjach skrzydłowego oraz środkowego.

## Osiągnięcia
College
- Mistrz WJCA (1964, 1965)[1]
- MVP turnieju stanowego Junior College (1965)[1]
- Wybrany do Northwest Athletic Conference Hall Of Fame (1991)[1]

AAU
- Zaliczony do składu AAU All-Americans (1967)

ABA
- Finalista ABA (1976)
- 2-krotny uczestnik meczu gwiazd ABA (1969, 1976)[2]

NBA
- Zespół Denver Nuggets zastrzegł należący do niego numer 40[3]